# Leioproctus advena
Leioproctus advena är en biart som först beskrevs av Smith 1862.  Leioproctus advena ingår i släktet Leioproctus och familjen korttungebin. Inga underarter finns listade i Catalogue of Life.

## Bildgalleri

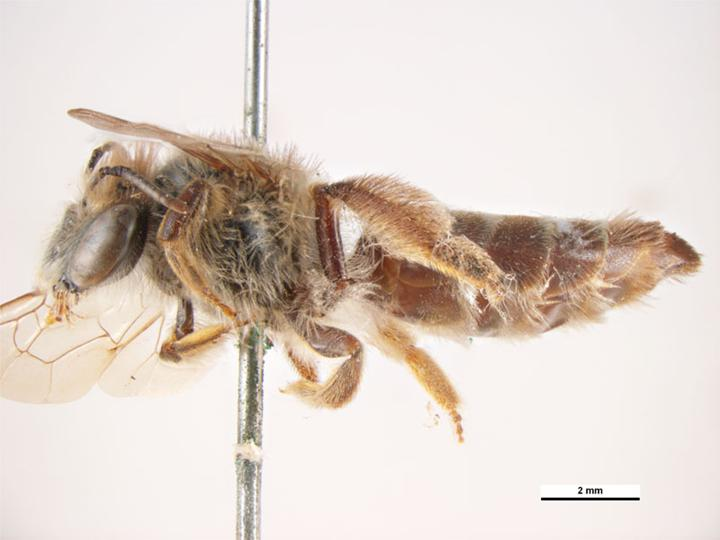
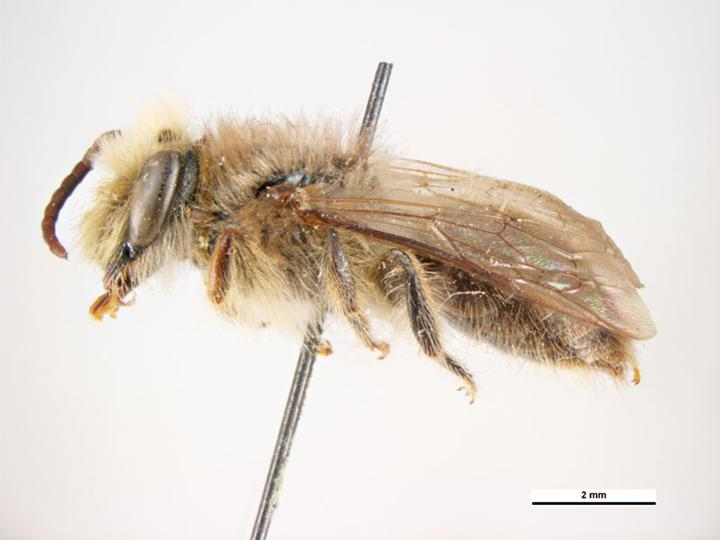